# Quasi-Park Narodowy Ishizuchi
Quasi-Park Narodowy Ishizuchi (jap. 石鎚国定公園 Ishizuchi Kokutei Kōen) – quasi-park narodowy na Honsiu, w Japonii.
Park obejmuje tereny usytuowane w prefekturach Ehime i Kōchi, o łącznym obszarze 106,83 km².. Na terenie parku znajdują się m.in. góry: Ishizuchi, Kame-ga-mori i Iyofuji, a także wodospad Goraikō oraz wąwóz Omogokei.
Park jest klasyfikowany jako chroniący krajobraz (kategoria V) według IUCN.
Obszar ten został wyznaczony jako quasi-park narodowy 1 listopada 1955. Podobnie jak wszystkie quasi-parki narodowe w Japonii, jest zarządzany przez samorząd lokalny prefektury.